# Autostrada A2 (Włochy)
Autostrada A2 (Autostrada Śródziemnomorska) (wł. Autostrada del Mediterraneo) – autostrada we Włoszech łącząca miejscowość Fisciano z Reggio di Calabria przez Cosenzę. Arteria ma długość ok. 432 km.

## Historia
Numer A2 został w 1962 roku przydzielony autostradzie łączącej Rzym z Neapolem. Arteria posiadała ten numer w latach 1962–1988, kiedy to została włączona w skład autostrady A1. Powodem tej decyzji była wybudowana obwodnica Rzymu na wschód od istniejącej Grande Raccordo Anulare, która otacza stolicę Włoch tzw. ringiem. Dotychczasowe odcinki A1 i ówczesnej A2 idące do Rzymu stały się odgałęzieniami autostrady A1, odpowiednio A1dir Nord i A1dir Sud. Nowo wybudowaną drogę włączono w skład A1. Droga na odcinku Salerno – Reggio di Calabria została wybudowana jako A3, takie też oznaczenie istniało na tym odcinku do 2017 roku. Aktualny przebieg jest spowodowany decyzją włoskiego ministerstwa infrastruktury oraz ANAS (Azienda Nazionale Autonoma delle Strade).

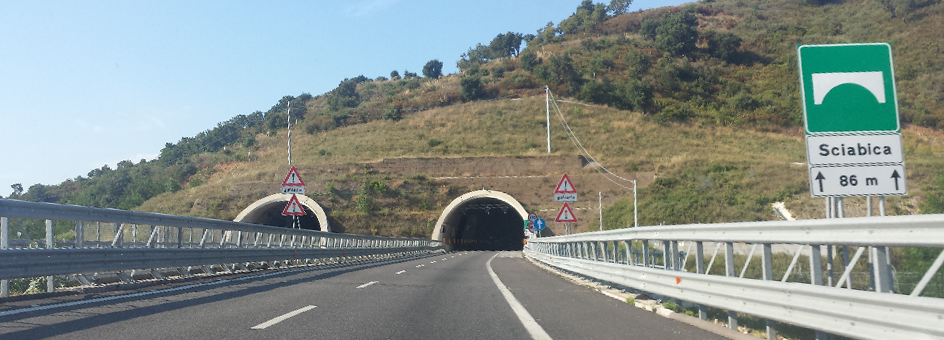
Autostrada A2 w pobliżu Nocera Terinese

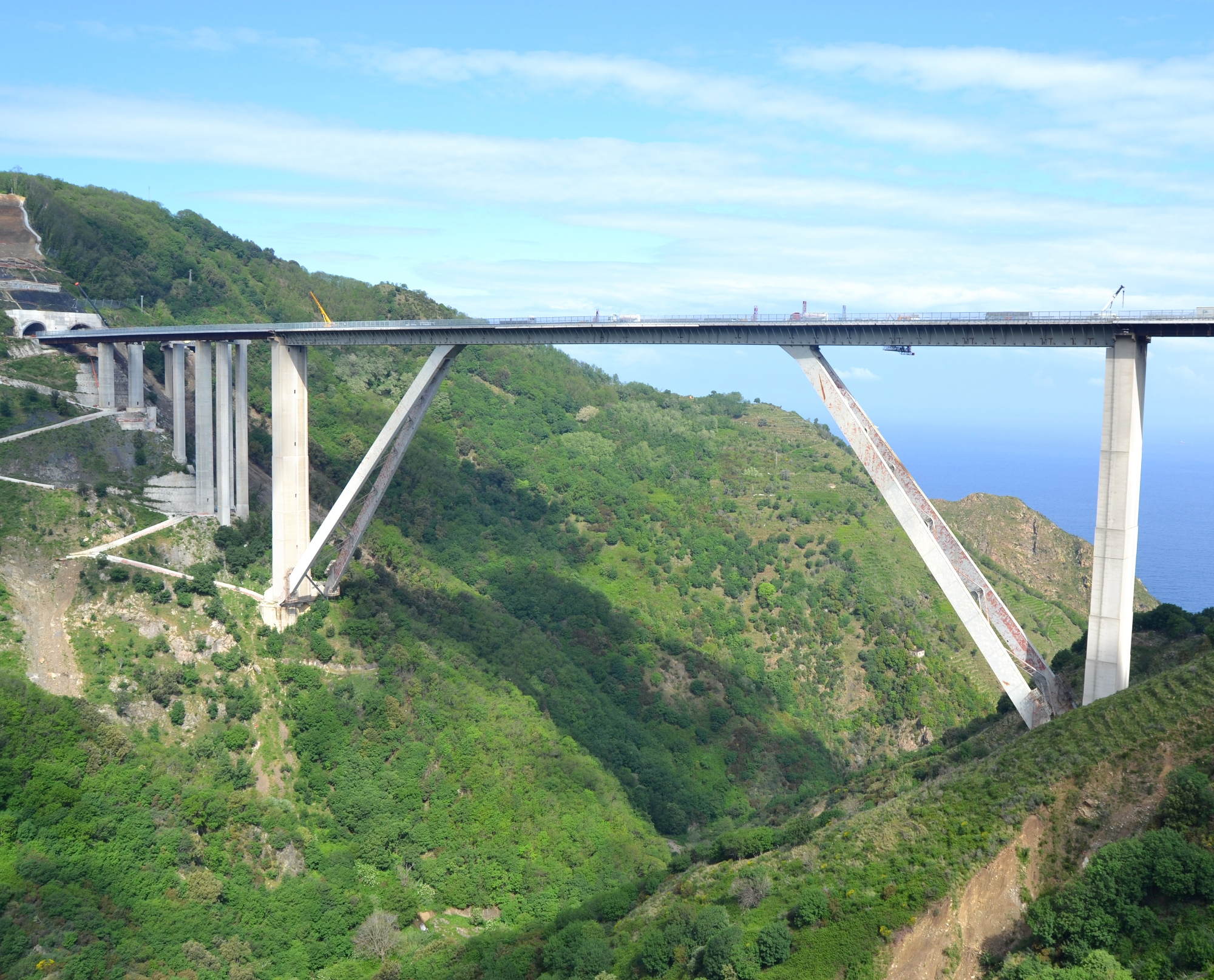
Wiadukt Sfalassà